# Haćkauszczyna
Haćkauszczyna (biał. Гацькаўшчына; ros. Гатьковщина, Gatkowszczina) – wieś na Białorusi, w obwodzie witebskim, w rejonie orszańskim, w sielsowiecie Krapiuna, nad Dnieprem.
W pobliżu wsi znajduje się ujście Krapiwienki do Dniepru.

## Historia
8 września 1514 miała tu miejsce bitwa pod Orszą, w której wojska polsko-litewskie pod dowództwem hetmana wielkiego litewskiego Konstantego Ostrogskiego pokonały wojska Wielkiego Księstwa Moskiewskiego. Zgodnie z utrwaloną tradycją odbyła się ona na polu na prawym brzegu Kropiwni (Krapiwienki), jednak z powodu braku szczegółowych badań, nie można obecnie tego potwierdzić. Istnieje także hipoteza, że wojska polsko-litewskie przeprawiły się przez Dniepr na wysokości wsi Paszyno i w tamtej okolicy doszło do bitwy, jak podawał m.in. Otton Laskowski i inni historiografowie.
Obecnie znajdują się tu krzyż i pomnik, z napisami w języku białoruskim upamiętniającymi zwycięzców bitwy.

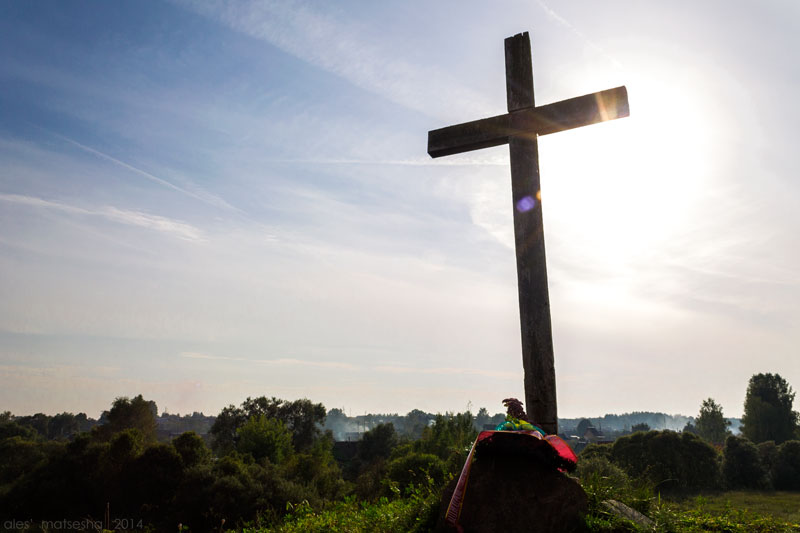
Krzyż w miejscu bitwy pod Orszą
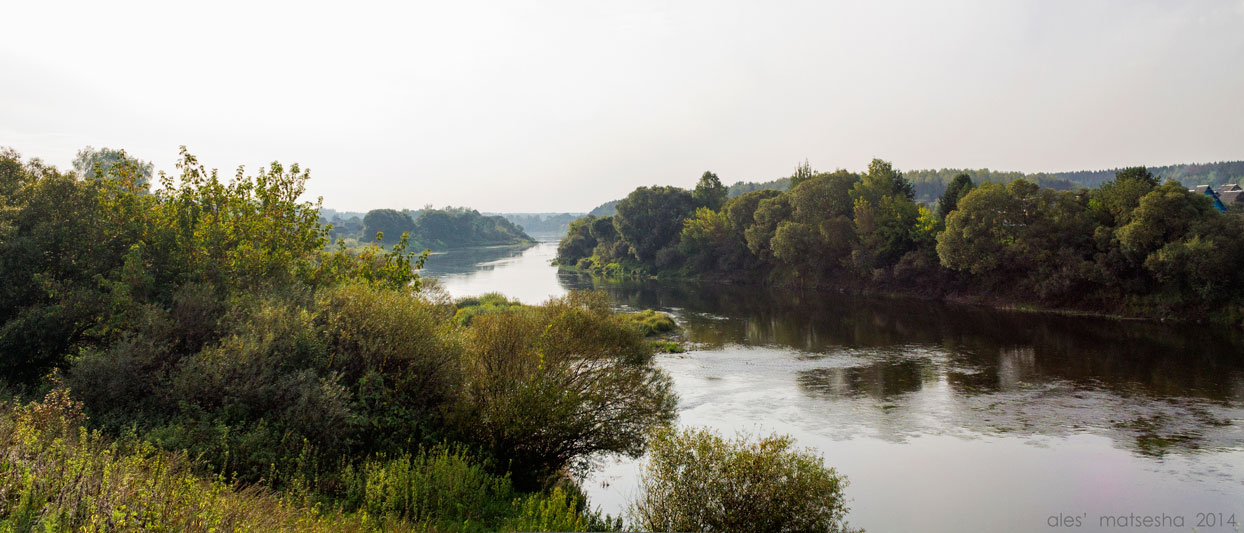
Dniepr na wysokości Haćkauszczyny